# Ophiomyia pinguis
Ophiomyia pinguis este o specie de muște din genul Ophiomyia, familia Agromyzidae. A fost descrisă pentru prima dată de Fallen în anul 1820.
Este endemică în Sweden. Conform Catalogue of Life specia Ophiomyia pinguis nu are subspecii cunoscute.